# Musée des monnaies et médailles Joseph-Puig
Le Musée des monnaies et médailles Joseph Puig est un musée de numismatique situé dans la villa "les Tilleuls" à Perpignan (Pyrénées-Orientales). Il est géré en régie par la Ville de Perpignan, et en constitue, avec le Muséum d'histoire naturelle et le Musée Casa Pairal, le Pôle muséal de la Direction de la Culture.

## Historique[1]
Le musée des monnaies et médailles Joseph Puig est installé au cœur de la villa "les Tilleuls". Ses collections bénéficient de l'appellation "musée de France". La fondation du musée est liée au legs consenti par Joseph Puig (1859-1929) à la ville de Perpignan. Riche négociant, Joseph Puig a fait fortune dans la mercerie, fortune qu'il réinvestit en partie dans sa collection de monnaies. Sa passion pour la numismatique remonte à l'enfance : à l’âge de 14 ans il trouve, dans une vigne, une monnaie de Raimond-Bérenger IV, comte de Barcelone (XIIe siècle). Cette découverte va provoquer un passion insatiable pour la numismatique. Dès lors, et jusqu’à la fin de sa vie, il n’aura de cesse d’enrichir sa collection. Joseph Puig a une préférence particulière pour les monnaies catalanes, mais dans un souci d’universalité il rassemble aussi des monnaies antiques, féodales, modernes et contemporaines de tous les pays. Il a ainsi bâti une collection qui couvre près de 25 siècles d'histoire de la monnaie.
Un évènement va décider de l'avenir de la collection. Son fils unique, Paul Puig, aviateur pendant la Première Guerre mondiale, est abattu le 2 septembre 1918. Joseph Puig décide alors de léguer à la ville de Perpignan ses collections et la Villa des Tilleuls pour qu'y soit créé un musée de numismatique. Le legs prendra effet après sa mort, survenue le 29 mai 1929, et celle de son épouse.
De 1954 à 1984, un cabinet numismatique est ouvert aux chercheurs et aux amateurs. Puis, en 1984, le musée est officiellement créé avec deux salles d’exposition présentant au public, selon les vœux du donateur, les monnaies ayant circulé en Catalogne en exposition permanente et les autres séries à l’occasion d’expositions temporaires. Une troisième pièce ouverte au public reconstitue le cabinet de travail de Joseph Puig.

## La villa "les Tilleuls"
Joseph Puig achète un terrain à Perpignan le 17 décembre 1895. Il est situé dans un quartier alors en plein développement à proximité de la gare ferroviaire. Son aménagement sera confié à un architecte pour la villa, Viggo Dorph-Petersen, et à un architecte paysagiste pour le jardin, Adolphe Raveau, qui travailleront en étroite collaboration. Les plans sont conçus en 1905 et les travaux terminés en 1909.
Côté villa, Dorph-Petersen manifeste le souci d’une harmonie générale dans le style Art nouveau, en soignant tous les détails : le perron, la rampe d’escalier en fer forgé ornée d’un « lion d’écume » et la salle à manger lambrissée avec plafond à caissons.
Côté jardin, Adolphe Raveau l'organise autour d'une grande allée dessinant un yin-yang. Des plantations d'arbres et d'arbustes sur le périmètre du jardin dressent des écrans de verdure derrière lesquels sont dissimulés les espaces fonctionnels : poulailler, fosse à fumier, potager. Au centre du jardin se trouve une pièce d'eau avec son ruisseau et son petit pont. L'arrosage est assuré par un système de rigoles encore visible aujourd'hui.
À partir de 1909, Joseph Puig loue en partie la villa à Gustave Reynès, négociant en vin. Mais à la mort de leur fils, dès 1918, Joseph et Marie Puig s'y retirent.

## Les salles du musée Puig
Le parcours de visite du Musée Joseph-Puig se répartit sur trois salles, deux dédiées à l'exposition permanente et la troisième aux expositions temporaires.

### Exposition permanente[1]
Les salles d'exposition permanente présentent, en plus de la reconstitution du bureau de Joseph Puig, une sélection de monnaies et de médailles de la collection. Elles sont organisées de manière chronologique et thématique. Une grande section est consacrée aux monnaies roussillonnaises et catalanes. La diversité des monnaies en provenance de tous les pays et de toutes les époques permet d’aborder des thèmes aussi divers que l’histoire, l’économie, la sociologie, l’iconographie ou encore l’histoire de l’art.

#### Trésors découverts dans le Roussillon
Le musée abrite plusieurs trésors découverts dans le département : le « trésor de Bompas », en réalité découvert sur la commune voisine de Claira, datant des IIe-Ier siècles avant notre ère, et ceux mis au jour sur les communes de Villeneuve-de-la-Raho et de Saint-Estève, datant du XIIe siècle.

#### Les monnaies de nécessité
Dès le début de la Première Guerre mondiale, les Français ont thésaurisé les métaux précieux (or et argent), dans l’attente de jours meilleurs. Cela eut pour effet de limiter fortement la circulation des espèces et l’achat des biens courants. L’État, n’ayant plus les moyens de fabriquer de nouvelles monnaies, demanda aux Chambres de commerce locales de pallier ce manque, en créant des « monnaies de nécessité », prenant la forme de pièces et de billets en métaux de moindre valeur, voire en carton. Submergées par la demande, les Chambres de commerces demandèrent à leur tour aux commerçants de participer à cette action, en créant des monnaies à leur nom. L’utilisation des « monnaies de nécessité », dont le musée conserve de nombreux exemples, dura jusqu'en 1927.

#### Lespellofesou méreaux
Ces fines pièces en laiton, frappées sur une seule face, sont apparues au cours du XIIIe siècle. Leur nom catalan, pellofe, qui signifie « pelure » en français, est dû à leur extrême légèreté. Elles furent émises et utilisées par les communautés ecclésiastiques comme jetons de présence, afin de vérifier l’assiduité des membres du chapitre aux offices. Elles furent également distribuées, plus tard, comme aumônes aux fidèles les plus pauvres, qui pouvaient alors les utiliser comme bons d’achats auprès des commerçants. Ces derniers devaient ensuite se rapprocher de la communauté émettrice afin de les échanger contre des monnaies de cours légal.
Enfin, dans la période de pénurie monétaire qui marqua le XVIIIe siècle, elles servirent de monnaies de nécessité et circulèrent largement hors des communautés religieuses, avant de disparaître.

### Expositions temporaires
Le musée des monnaies et médailles Joseph Puig organise une grande exposition temporaire tous les ans :
- 2015-2016 : Trésors d'Asie
- 2016-2017 : À la conquête du Nouveau Monde - 1er volet
- 2017-2018 : À la conquête du Nouveau Monde - 2e volet
- 2018-2019 : Monnaies corrompues : les faux se dévoilent au musée Puig
- 2018-2019 : Paul Puig, un parcours dans la guerre
- 2019-2020 : Trésors
- 2020-2022 : Monnaie, Monnaies ! (prolongée d'un an en raison de l'épidémie de Covid-19)
- mai 2023 - mars 2024 : Quand Cléopâtre rencontre Jules César[7]